# Kanton Erstein
Kanton Erstein (fr. Canton d'Erstein) je francouzský kanton v departementu Bas-Rhin v regionu Grand Est. Tvoří ho 28 obcí. Před reformou kantonů 2014 ho tvořilo 14 obcí.

## Obce kantonu
od roku 2015:
| - Benfeld - Bolsenheim - Boofzheim - Daubensand - Diebolsheim - Erstein - Friesenheim - Gerstheim - Herbsheim - Hindisheim - Hipsheim - Huttenheim - Ichtratzheim - Kertzfeld | - Kogenheim - Limersheim - Matzenheim - Nordhouse - Obenheim - Osthouse - Rhinau - Rossfeld - Sand - Schaeffersheim - Sermersheim - Uttenheim - Westhouse - Witternheim |

před rokem 2015:
- Bolsenheim
- Daubensand
- Erstein
- Gerstheim
- Hindisheim
- Hipsheim
- Ichtratzheim
- Limersheim
- Nordhouse
- Obenheim
- Osthouse
- Schaeffersheim
- Uttenheim
- Westhouse